# Rubus latens
Rubus latens är en rosväxtart som beskrevs av Liberty Hyde Bailey. Rubus latens ingår i släktet rubusar, och familjen rosväxter. Inga underarter finns listade i Catalogue of Life.